# Stefan Roller
Stefan Roller (* 1961) ist ein deutscher Kunsthistoriker und Kurator.
Nach dem Studium der Kunstgeschichte in Karlsruhe, Bamberg und Berlin von 1983 bis 1994 wurde er mit einer Arbeit zur Nürnberger Skulptur der Spätgotik promoviert. Nach einem Volontariat von 1995 bis 1997 an der Staatlichen Kunsthalle Karlsruhe schlossen sich Projektstellen an der TU Berlin zur fränkischen Tafelmalerei vor Dürer und am Geisteswissenschaftlichen Zentrum Geschichte und Kultur Ostmitteleuropas in Leipzig zur Kunst und Kultur der Jagiellonen an. Von 2001 bis 2006 war Roller Kurator für Alte Kunst am Museum Ulm. Seit 2006 leitet er die Mittelalter-Abteilung der Liebieghaus Skulpturensammlung.
Stefan Roller forscht und publiziert vor allem zu oberdeutscher Skulptur und Tafelmalerei des Spätmittelalters. Er kuratierte zahlreiche einflussreiche Ausstellungen zu diesen Themen. Jene zu Niclas Gerhaert van Leyden, die ihr voraus gegangene Forschung und ihre Publikation wurden 2013 mit dem Johann David Passavant-Preis ausgezeichnet.

## Schriften (Auswahl)
- Wirklichkeitsimitation im Dienst der Andacht. Der Gekreuzigte in der Heilbronner Klosterkirche und eine zugehörige Gruppe Nürnberger Kruzifixe der Spätgotik. In: Beiträge zur fränkischen Kunstgeschichte 1/2 (1995/96), S. 117–145.
- (Red.): Die Karlsruher Passion. Ein Hauptwerk Straßburger Malerei der Spätgotik. Ausstellungskatalog. Hatje, Ostfildern-Stuttgart 1996.
- Nürnberger Bildhauerkunst der Spätgotik. Beiträge zur Skulptur der Reichsstadt in der zweiten Hälfte des 15. Jahrhunderts (= Kunstwissenschaftliche Studien. Band 77). Deutscher Kunstverlag, München / Berlin 1999.
- mit Brigitte Reinhardt (Hrsg.): Michel Erhardt & Jörg Syrlin d. Ä. Spätgotik in Ulm. Ausstellungskatalog. Theiss, Stuttgart 2002.
- mit Norbert Jopek: Der Halberstädter Kalvarienberg. Versuch einer kunsthistorischen Einordnung. In: Kulturstiftung der Länder (Hrsg.): „Würfelnde Kriegsknechte“ aus dem Alabaster-Kalvarienberg. Dom und Domschatz Halberstadt (= Patrimonia. Band 49). Berlin 2010, S. 64–116.
- (Hrsg.): Niclaus Gerhaert. Der Bildhauer des späten Mittelalters. Ausstellungskatalog. Imhof, Petersberg 2011.
- mit Jochen Sander (Hrsg.): Fantastische Welten. Albrecht Altdorfer und das Expressive in der Kunst um 1500. Ausstellungskatalog. Hirmer, München 2014.
- Niclaus Gerhaert. Unerreicht und hoch verehrt. Virtuosität als Rezeptionskriterium. In: Wolfgang Augustyn, Ulrich Söding (Hrsg.): Dialog – Transfer – Konflikt. Künstlerische Wechselbeziehungen im Mittelalter und in der Frühen Neuzeit (= Veröffentlichungen des Zentralinstituts für Kunstgeschichte. Band 33). Klinger, Passau 2014, S. 275–305.
- mit Harald Theiss (Hrsg.): Mission Rimini. Material, Geschichte, Restaurierung. Der Rimini-Altar. Ausstellungskatalog. Deutscher Kunstverlag, Berlin 2021.